# Stai în poala mea
Stai în poala mea este un album al formației Holograf, apărut în anul 1995 la casa de discuri Electrecord. Acest material discografic marchează o perioadă de schimbări pentru cunoscuta trupă rock bucureșteană. Astfel, este al șaselea și ultimul album Holograf lansat prin intermediul Electrecord. În același timp, reprezintă ultimul material compus în stilul glam/arena rock care a caracterizat muzica formației în primii ani ce au urmat Revoluției din 1989. După această realizare discografică, membrii trupei se vor îndrepta către un pop/soft rock, cu valențe (mai) comerciale, reușind în felul acesta să rămână în prim planul scenei muzicale autohtone. Schimbările se vor vedea în următorul album de creație, Supersonic, lansat în 1998, iar apoi pe Holografica. Stai în poala mea este primul disc înregistrat cu Romeo Dediu ca membru deplin, chitaristul fiind cooptat încă din 1993, când l-a înlocuit pe Florin Ochescu. Înainte de Holograf, a cântat cu grupul Commando din Constanța (cu care a reușit să scoată un LP: Templul plăcerilor).
Editat în trei formate – disc de vinil, CD și casetă audio – și prefațat de două hituri promovate înainte de lansare („Ai o oră să te distrezi” și piesa titulară), Stai în poala mea este eterogen în ceea ce privește subiectele abordate în textele cântecelor: idile de puștani, despărțiri, banii, SIDA etc., mergându-se pe ideea de a crea bună dispoziție folosind cuvinte care, în alte contexte, ar fi părut vulgare. Discul a rămas cunoscut și datorită copertei controversate: „În 1995 Holograf, una dintre cele mai cunoscute trupe rock din România, șoca publicul cu lansarea unui album nou a cărui copertă era mult prea îndrăzneață pentru acele vremuri. Toți membrii trupei apăreau complet dezbrăcați în fotografia de copertă, iar în brațe aveau fiecare câte un iepure alb. (...) Pentru prima dată artiști consacrați se lăsau fotografiați în ipostaze mai speciale. Dan Bittman, Romeo Dediu, Tino Furtună, Iulian Vrabete și Edi Petroșel apăreau dezbrăcați, șezând fiecare pe scaun și cu câte un iepure alb în brațe. Chiar și titlul albumului a fost conceput să atragă”, scria în 2018, într-un articol din ziarul Adevărul.
În perioada lansării, multe din melodiile discului au făcut parte din repertoriul de concert al formației în cadrul turneelor Marlboro Music, ce au reunit trei nume cunoscute ale rock-ului românesc: Iris, Holograf și Compact. În 1996, aproape jumătate din setul de piese de pe Stai în poala mea a cunoscut variante acustice, imprimate live și incluse pe 69% Unplugged.

## Lista pieselor
1. Ai o oră să te distrezi
2. Vise în buzunar
3. M-am săturat
4. Radio, radio
5. SIDA
6. Mama
7. Stai în poala mea
8. Noapte nebună
9. O să fie bine
10. Banu-i ochiul dracului
11. Simona

Muzică și versuri: Holograf

## Personal
- Dan Bittman – solist vocal
- Romeo Dediu – chitară
- Iulian Vrabete – chitară bas
- Tino Furtună – claviaturi
- Edi Petroșel – baterie

Au colaborat:
- Claudia Dumitru, Mirela Păun (Secret) – voci adiționale

Înregistrări muzicale și mixaje efectuate în studioul Tomis–Electrecord, București, 1995. Maestru de sunet: Theodor Negrescu. Fotografii: Cornel David, George Chelmec. Copertă: Radu Leonte, Iulian Vrabete. Manager: Aurel Mitran.
Varianta editată pe CD a fost produsă în Anglia. Față de aceasta, de pe varianta editată pe disc de vinil lipsesc trei piese: „M-am săturat”, „SIDA” și „Noapte nebună”.

## Legături externe
- Albumul Stai în poala mea pe YouTube
- Albumul Stai în poala mea pe Deezer

1. ↑  https://www.discogs.com/release/3154850-Commando-Templul-Pl%C4%83cerilor
2. ↑  Diana Frîncu (15 octombrie 2018), Cel mai controversat album Holograf, pe a cărui copertă apar dezbrăcaţi toţi membrii trupei, o raritate care se vinde scump, adevarul.ro